# Alex McIntyre
Alexander Forbes McIntyre est un homme politique britannique qui est député de Gloucester depuis 2024,.

## Biographie
Au début de sa carrière, McIntyre est avocat et représentant du NHS.
McIntyre se présente pour le Parti travailliste aux élections générales de 2024 pour Gloucester et bat le député conservateur sortant Richard Graham, McIntyre obtenant 16 472 voix, avec une majorité de 3 431 voix.